# دور (ترانه انریکه ایگلسیاس)
«دور» (به انگلیسی: Away) تک‌آهنگی از هنرمند اهل اسپانیا انریکه ایگلسیاس است که در سال ۲۰۰۸ میلادی منتشر شد.